# 26970 Eliáš
(26970) Eliáš, denumire internațională (26970) Elias, este un asteroid din centura principală de asteroizi.

## Descriere
26970 Eliáš este un asteroid din centura principală de asteroizi. A fost descoperit pe 23 septembrie 1997 la Observatorul din Ondřejov de Petr Pravec. Asteroidul prezintă o orbită caracterizată de o semiaxă mare de 2,87 ua, o excentricitate de 0,07 și o înclinație de 1,0° în raport cu ecliptica.